# 坂上町 (瀬戸市)
坂上町（さかうえちょう）は、愛知県瀬戸市本地連区の町名。丁番を持たない単独町名である。

## 地理
- 瀬戸市の南西部に位置する[8]。西を尾張旭市東本地ケ原町・晴丘町、北を小坂町・西本地町、東を駒前町・坊金町、南を井戸金町と隣接している[8]。
- 丘陵地[8]。近年、工場・住宅の進出が盛ん[8]。

### 河川
- 本地川（矢田川支流）[8] ： 町の北部、西本地町との町境を西流している。
- 南境川（矢田川支流） ： 町の南部、井戸金町との町境付近を西流し、西部の市境付近を北流している。
- 愛知用水[8] ： 町の北部から東部にかけての小坂町との町境付近を南流している。

- 本地川（坂上町・西本地町境）
- 愛知用水（坂上町内）

### 学区
市立小・中学校に通う場合、学区は以下の通りとなる。また、公立高等学校普通科に通う場合の学区は以下の通りとなる。
| 番・番地等 | 小学校               | 中学校             | 高等学校 |
| ---------- | -------------------- | ------------------ | -------- |
| 全域       | 瀬戸市立幡山西小学校 | 瀬戸市立幡山中学校 | 尾張学区 |

## 歴史

### 町名の由来
町名設定の際、旧本地村字坂上の字名を採って坂上町と名付けられたと推察される。なお、江戸時代の本地村絵図には大坂・小坂の地名や集落が描かれているので、坂上は自然地形に由来すると推察される。

### 沿革
- 1970年（昭和45年）4月15日 - 瀬戸市大字本地字南浦・坊金・小坂・坂上・大湫の各一部により、同市坂上町として成立[2]。

## 世帯数と人口
2024年（令和6年）2月1日現在の世帯数と人口は以下の通りである。
| 町丁   | 世帯数  | 人口  |
| ------ | ------- | ----- |
| 坂上町 | 382世帯 | 876人 |

### 人口の変遷
国勢調査による人口の推移
| 1995年（平成7年）  | 839人 | [ 12 ] |  |
| 2000年（平成12年） | 798人 | [ 13 ] |  |
| 2005年（平成17年） | 793人 | [ 14 ] |  |
| 2010年（平成22年） | 814人 | [ 15 ] |  |
| 2015年（平成27年） | 743人 | [ 16 ] |  |
| 2020年（令和2年）  | 788人 | [ 17 ] |  |

### 世帯数の変遷
国勢調査による世帯数の推移。
| 1995年（平成7年）  | 317世帯 | [ 12 ] |  |
| 2000年（平成12年） | 293世帯 | [ 13 ] |  |
| 2005年（平成17年） | 306世帯 | [ 14 ] |  |
| 2010年（平成22年） | 336世帯 | [ 15 ] |  |
| 2015年（平成27年） | 274世帯 | [ 16 ] |  |
| 2020年（令和2年）  | 302世帯 | [ 17 ] |  |

## 交通

### 鉄道
町内に鉄道は走っていない。最寄り駅は名鉄瀬戸線三郷駅になる。

### バス
瀬戸市コミュニティバス「本地線」
- 陶生病院 - 瀬戸口駅 - 愛知医大 系統 ： 本地南部集会所バス停

- 本地南部集会所バス停

### 道路
愛知県道75号春日井長久手線 ： 町の中央部を貫くように南北に通っている。

## 施設
- 坂上児童遊園 ： 町の中央部にある小さな公園。ブランコ・すべり台・鉄棒があり、本地南部集会所が隣接している。

## その他

### 日本郵便
- 郵便番号 : 489-0977[6]（集配局：瀬戸郵便局[18]）。